# 基米利捷伊市镇
基米利捷伊市镇（俄语：Кимильтейское муниципальное образование）是俄罗斯联邦伊尔库茨克州济马区所属的一个市镇。其下辖有5个居民点，行政中心为基米利捷伊。据2016年统计，该市镇的人口为2863人。